# Pancetta

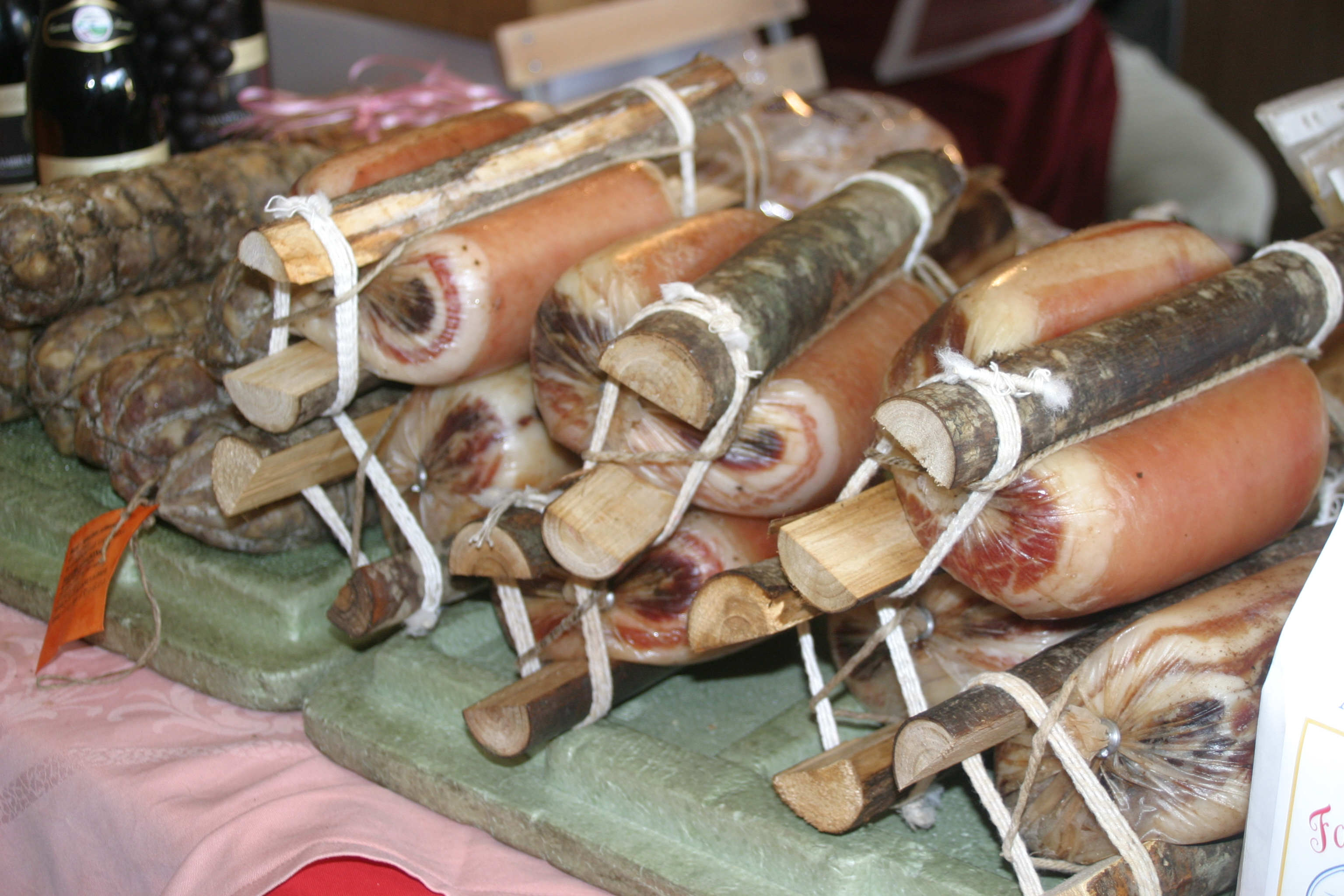
Pancetta enrollada ahumada.

La pancetta es un tipo de carne curada típica de Italia, parecida a la panceta. Es panza de cerdo curada en salazón y condimentada (frecuentemente con nuez moscada, pimienta, hinojo, guindilla seca molida y ajo), que se deja secar durante unos tres meses (pero normalmente no se ahúma). Hay muchas variedades, y en Italia cada región produce su variedad.
La pancetta puede enrollarse o dejarse recta (con todo el tocino en un lado). La variedad recta es más común en Italia y España que en otros lugares, especialmente allí donde se sigue produciendo artesanalmente.

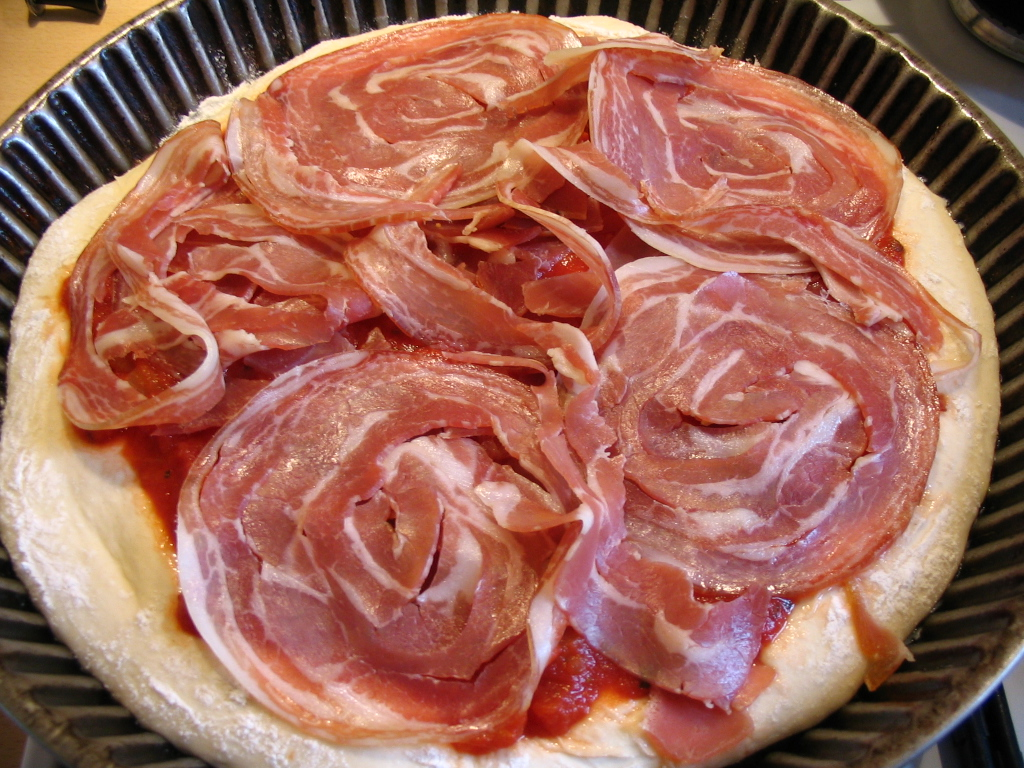
Pizza preparada con pancetta enrollada cortada.

Cuando se sirve sola, la pancetta enrollada se sirve en lonchas muy finas. Más a menudo se usa para dar sabor a otros platos, especialmente salsas para pasta. Recetas como la amatriciana contienen a menudo pancetta como sustituto del guanciale, que es mucho más difícil de encontrar fuera de Italia.
En Croacia, la pancetta se cocina con sarma y punjena paprika, un plato tradicional.